# Synema parvulum
Synema parvulum là một loài nhện trong họ Thomisidae.
Loài này thuộc chi Synema. Synema parvulum được Nicholas Marcellus Hentz miêu tả năm 1847.